# Alfred Hermann Fried
Alfred Hermann Fried (Bécs, 1864. november 11. – Bécs, 1921. május 5.), Alfred H. Fried osztrák eszperantista, pacifista író, újságíró, a Német Béketársaság társalapítója. Munkásságát 1911-ben Nobel-békedíjjal jutalmazták.

## Ifjúsága
Zsidó családban, Samuel Fried magántisztviselő és felesége, Bertha Engel gyermekeként született. Anyai nagynénje, Kathinka Engel a híres íróhoz, Ludwig Ganghoferhez ment feleségül. Alfred tizenöt évesen félbehagyta tanulmányait és egy könyvkereskedésben kezdett el dolgozni. 1883-ban Berlinbe költözött, ahol 1887-ben megnyitotta saját könyvesboltját. 

## Munkássága

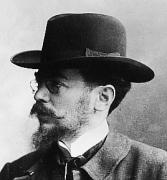
Alfred Fried

Berlini élete során a szocialista nézetek befolyása alá került. 27 évesen tudomást szerzett arról. hogy a bécsi Bertha von Suttner bárónő országok közötti békét szorgalmazó társaságot hozott létre. Azonnal írt von Suttnernek és egy folyóirat alapítását javasolta, amelynek szerkesztője a bárónő, kiadója pedig ő maga lett volna. A 48 éves von Suttnert lenyűgözte Fried lelkesedése, merészsége és elfogadta az ajánlatot.
A Die Waffen Nieder! ("Le a fegyverekkel!") c. havilap 1892-ben jelent meg először. Címét a bárónő 1889-ben kiadott könyvéről kapta. Az újság indításának évében elkezdték megszervezni a Német Béketársaságot. Von Suttner 1899-ig maradt a főszerkesztő, visszavonulása után Fried elindította a Die Friedenswarte ("Békeőrség") újságot, melyet haláláig gondozott (az újság ma is megjelenik, német nyelvterületen a legnagyobb hagyományokkal rendelkező hasonló témájú lap). A bárónővel továbbra is barátok maradtak, 1914-ben ott volt annak halálos ágyánál. Fried 1903-ban kivonult a társaság szervezéséből és visszatért Bécsbe. Újságíróként, különböző lapoknak dolgozott és könyveket is írt. Kétkötetes Handbuch der Friedensbewegung-ja ("A békemozgalom kézikönyve") a pacifizmus alapművének számított egészen 1914-ig. Termékeny újságírói és írói tevékenysége mellett hatékony szervezői munkát is végzett. Tagja volt a berni Nemzetközi Békeirodának, titkára a Közép-európai Nemzetközi Békéltető Szervezetnek és főtitkára a Nemzetközi Béke-Sajtószövetségnek.
Nézetei eltértek a korábbi pacifisták morális hozzáállásától. Úgy vélte, hogy fölösleges erőfeszítés a leszerelést propagálni, mert a háború és a hadseregek az országok közötti anarchiának természetes folyományai. Az államok közötti viszonyt kell rendezni, nemzetközi szervezeteket alakítani, és ezután a fegyverzetcsökkentés magától megtörténik. Egyik írásában a Pánamerikai Uniót és a hágai békekonferenciákat annak bizonyítékaként szerepeltette, hogy csak a nemzetközi együttműködés és több országra kiterjedő szervezetek lehetnek a világbéke alapjai. A Pánamerikai Uniót modellként javasolt Európa számára, hogy hogyan haladjon az egyesülés felé a nemzeti identitás feladása nélkül, a kulturális és gazdasági fejlődés terjesztése révén.
Fried a maga pacifizmusát "tudományosnak" és "forradalminak" nevezte. Marx követőjeként úgy vélte, hogy a társadalmi fejlődés elkerülhetetlenül vezet majd az új nemzetközi rendhez. A pacifisták feladatát abban látta, hogy megmutassák kortársaiknak a történelem irányvonalát és segítsenek eltávolítani a békefolyamat útját álló akadályokat. 
Fried az eszperantista mozgalom egyik jeles képviselője volt. Úgy vélte, hogy egy semmilyen nemzetet előnyben nem részesítő közös nyelv segíti a kultúrák közötti megértést és a világbéke eljövetelét. 1903-ban megjelentette a Lehrbuch der internationalen Hilfssprache Esperanto-t ("A nemzetközi eszperantó nyelv tankönyve").

## Elismerései
Alfred Friedet 1911-ben Nobel-békedíjjal tüntették ki (a díjat a holland Tobias Asserrel, a hágai békekonferencia szervezőjével megosztva kapta). Ugyanabban az évben a Carnegie Alapítvány támogatásának köszönhetően elkezdhette újságának ingyenes terjesztését. 1913-ban a Leideni Egyetem díszdoktorává avatta. 1914-ben őt választották egy bécsi nemzetközi békekonferencia szervezőbizottságának élére, amely megemlékezett volna von Suttner bárónő haláláról is, de az első világháború kitörése miatt a konferencia nem jött létre. Friedet pacifizmusa miatt hazaárulással vádolták, mire Svájcba szökött és ahol folytatta írásainak terjesztését. A háború után kiadta Mein Kriegstagebuch ("Háborús naplóm") c. könyvét. A világháborút lezáró versailles-i szerződés ellen sajtókampányt szervezett. 

## Családja

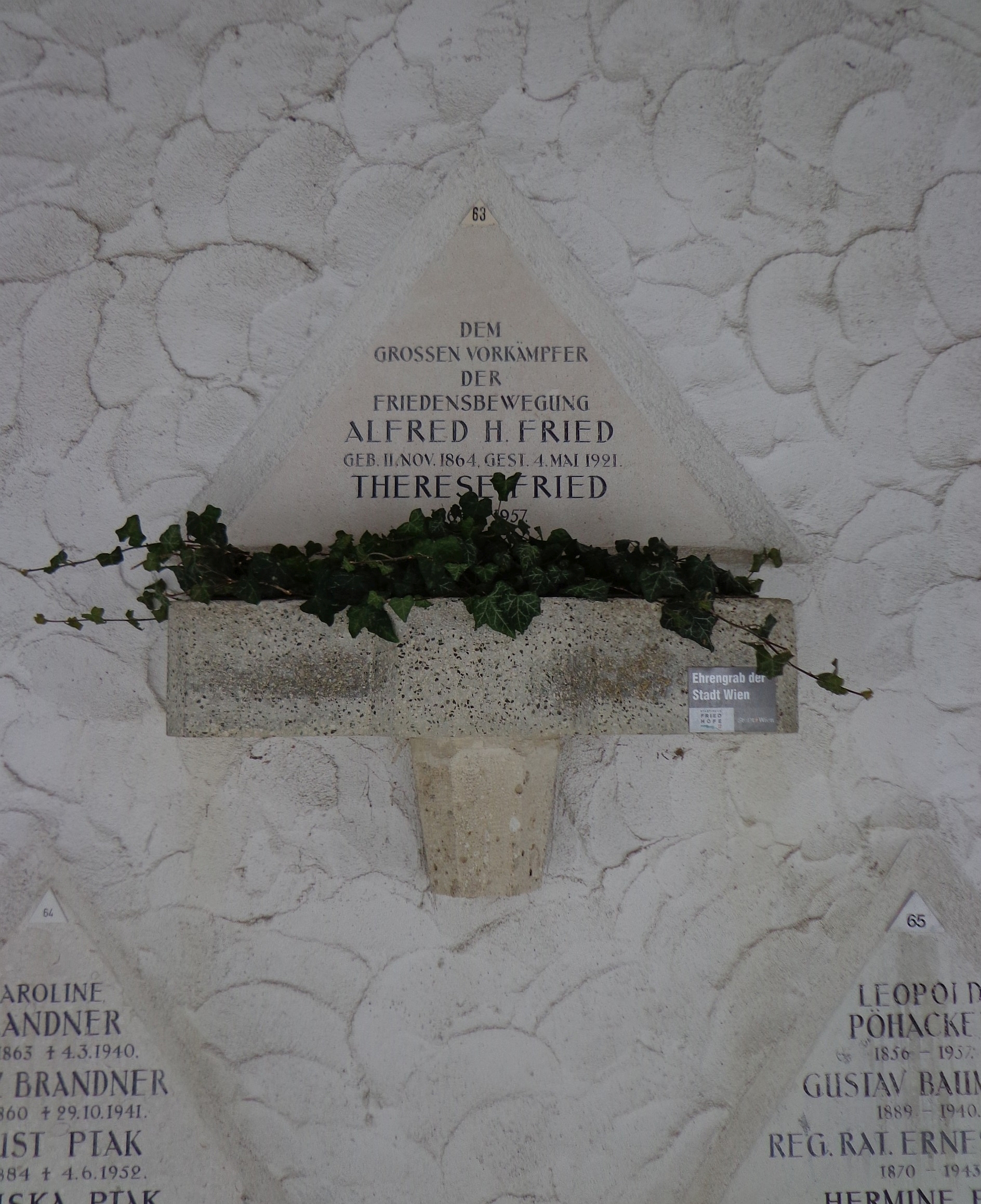
Alfred Fried sírja

Alfred Fried háromszor nősült. Először Gertrud Gnadenfeldet, másodszor Martha Holländert (a neves író, Felix Hollaender testvérét), harmadszor, 1908-ban Therese Vollandtot vette el.
A világháború után osztrák államkötvényekbe fektetett vagyona elértéktelenedett, és nyomorogva élt. 1921. május 5-én halt meg Bécsben, tüdőgyulladás következtében.

## Válogatott művei

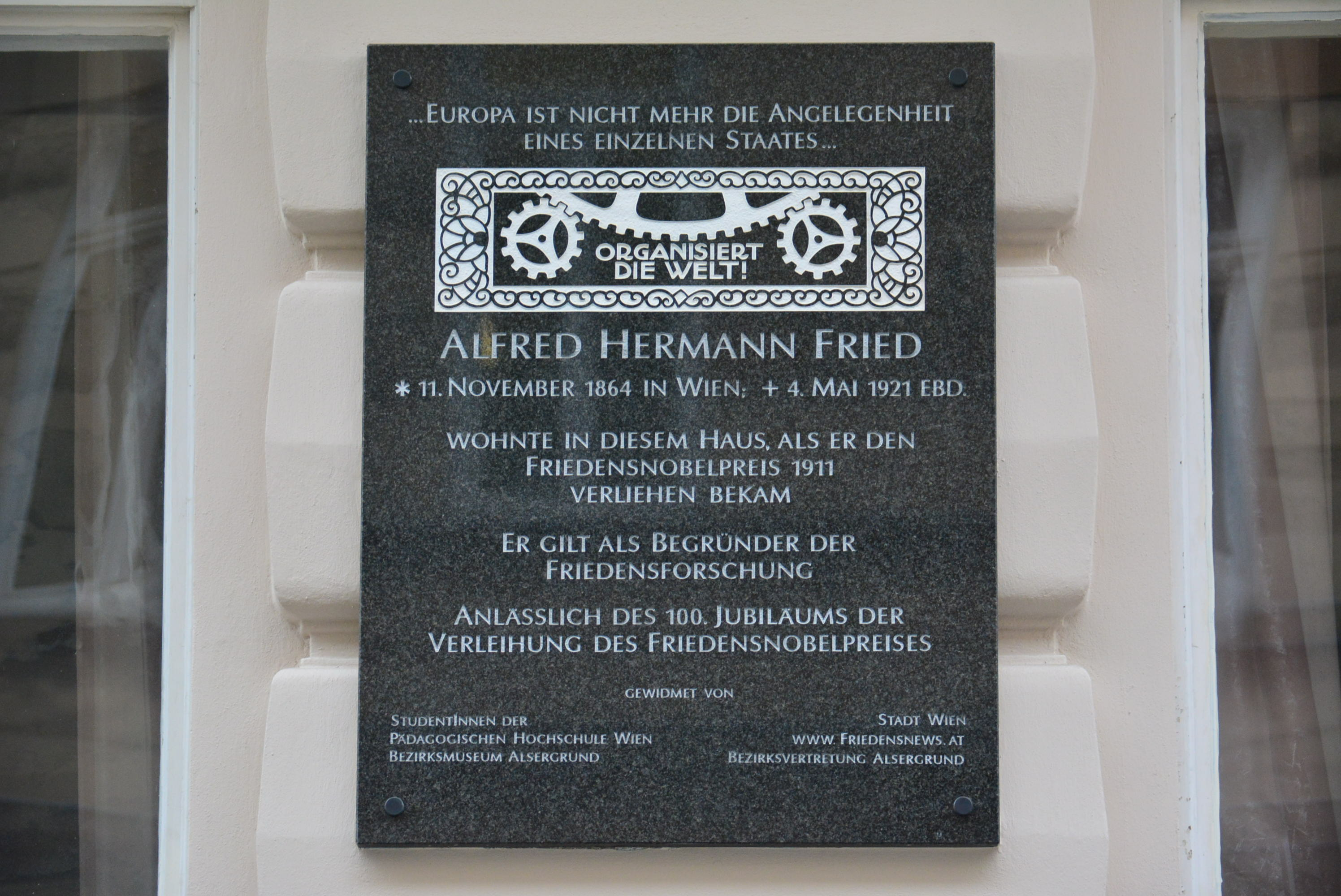
Emléktábla Fried bécsi lakóházán

- Das Abrüstungs-Problem: Eine Untersuchung. Berlin, Gutman, 1904
- The German Emperor and the Peace of the World. London, Hodder & Stoughton, 1912
- Die Grundlagen des revolutionären Pacifismus. Tübingen, Mohr, 1908
- Handbuch der Friedenshewegung. Wien, Oesterreichischen Friedensgesellschaft, 1905. 2nd ed., Leipzig, Verlag der «Friedens-Warte», 1911
- Intellectual Starvation in Germany and Austria Nation, 110 (March 20, 1920) 367-368.
- International Cooperation. Newcastle-on-Tyne, Richardson, 1918
- Das internationale Leben der Gegenwart. Leipzig, Teubner, 1908
- The League of Nations: An Ethical Institution Living Age, 306 (August 21, 1920) 440-443.
- Mein Kriegstagebuch. 4 Bde. Zürich, Rascher, 1918-1920
- Pan-Amerika. Zürich, Orell-Füssli, 1910
- The Restoration of Europe, New York, Macmillan, 1916
- Der Weltprotest gegen den versailler Frieden. Leipzig, Verlag der Neue Geist, 1920
- Die zweite Haager Konferenz: Ihre Arbeiten, ihre Ergebnisse, und ihre Bedeutung. Leipzig, Nachfolger, 1908

## Magyarul
- Rövid felvilágosítások a békemozgalom lényegéről és céljáról; ford. Csécsy Imre; Magyar Szent Korona Országainak Békeegyesülete, Bp., 1914